# Kan (Gewichtseinheit)
Das Kan (jap. 貫, auch: kamme 貫目) ist ein Perlengewicht (siehe: alte japanische Gewichtseinheiten) für Zuchtperlen.
Ein Kan entspricht tausend Momme, also 3,75 kg.
Das Kan wurde im japanischen Eichsystemgesetz von 1891 offiziell festgelegt. Es wird auch heute noch weltweit als Gewichtsangabe für Zuchtperlen verwendet.